# Macaranga capensis
Macaranga capensis là một loài thực vật có hoa trong họ Đại kích. Loài này được (Baill.) Sim mô tả khoa học đầu tiên năm 1907.

## Hình ảnh

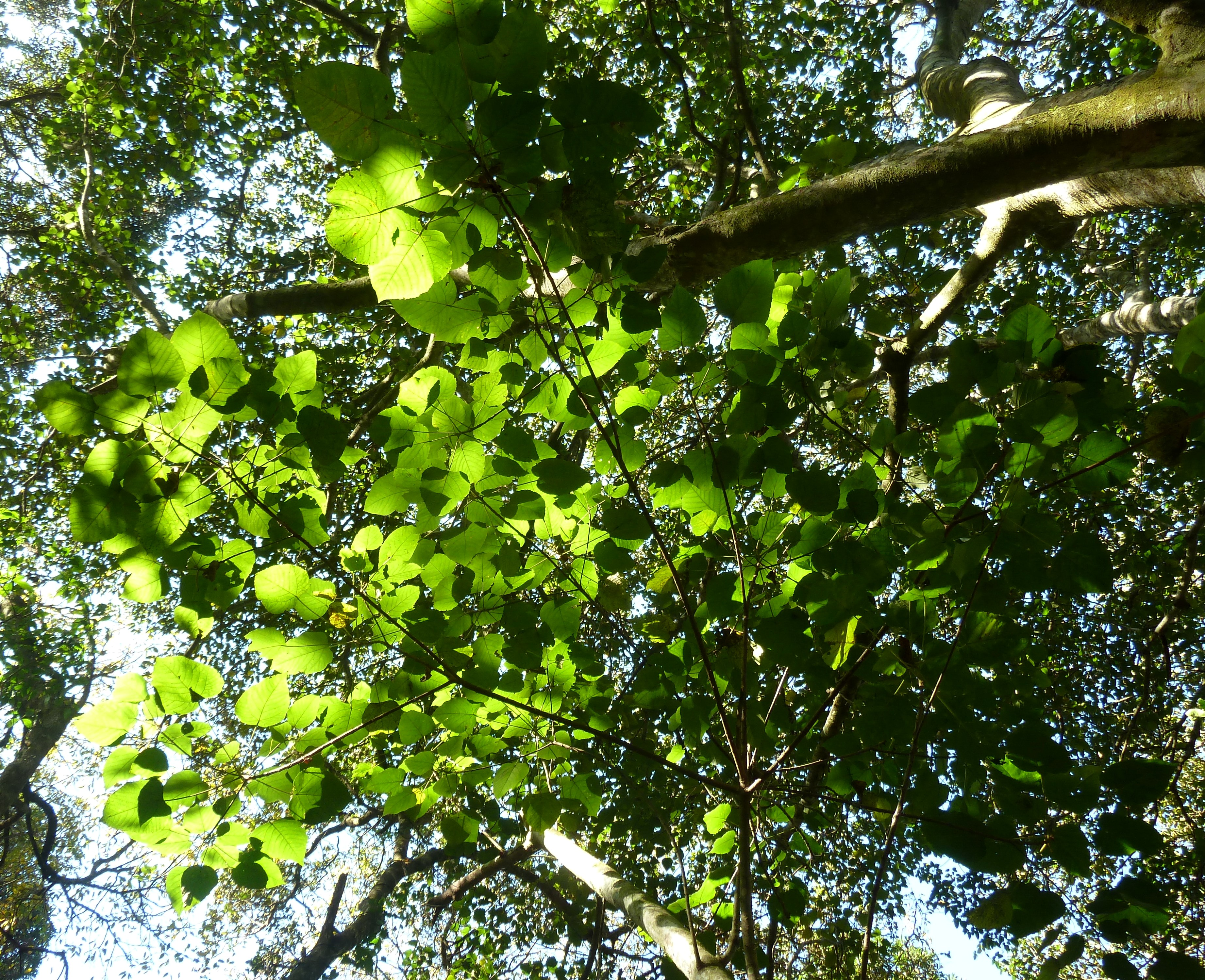
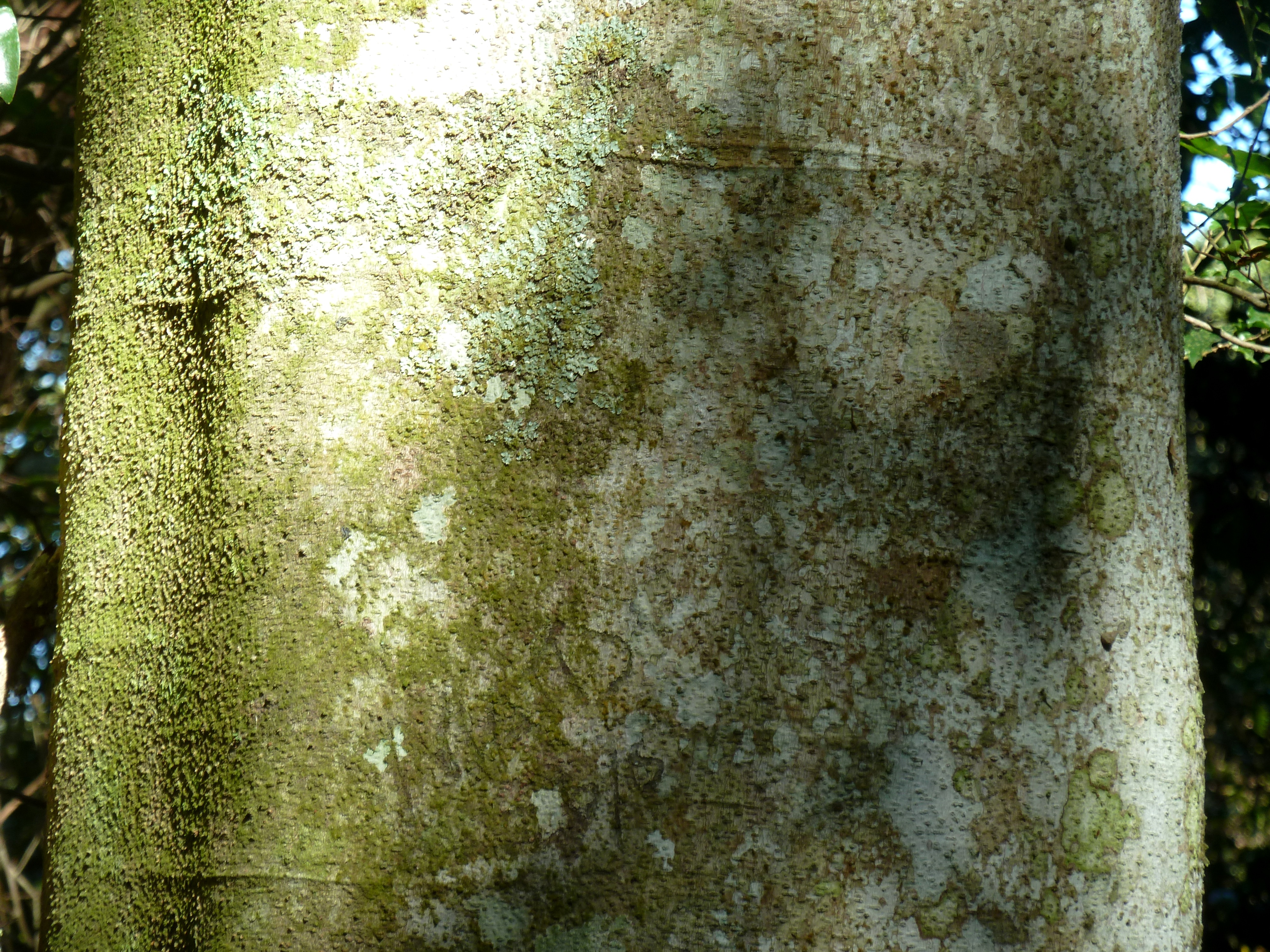
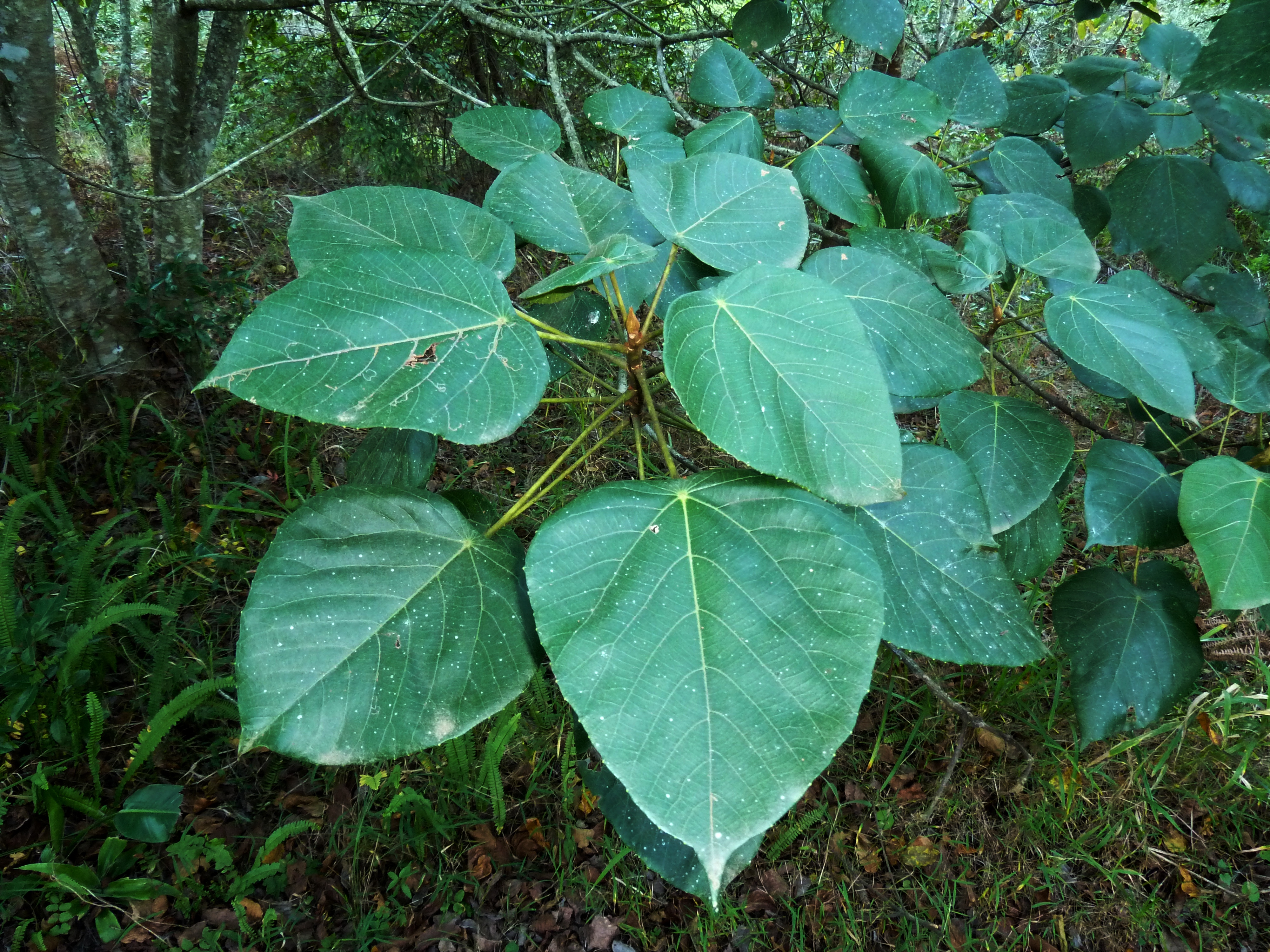